# AM7
《AM7》(약칭 에이엠세븐)은 문화일보의 자매지로 발행된 무료신문이다. 2003년 11월 17일에 창간하여, 대한민국의 서울과 수도권 일대에 지하철, 버스정류장 등에서 배포되고 있었으나, 2013년 3월 29일 끝으로 2013년 4월 1일에 모두 폐간되었다.